# Big Momma's House
Big Momma's House és una pel·lícula humorística protagonitzada per Martin Lawrence i dirigida per Raja Gosnell, estrenada el 2000. Hi ha dues seqüeles Big Momma's House 2 (2006) i Big Mommas: Like Father, Like Son (2011).

## Argument
Malcolm Turner (Martin Lawrence) és un intel·ligent agent de l'FBI, dur de rosegar i un gran mestre de disfresses. No hi ha absolutament res a què no pugui enfrontar-se. L'última missió que li és assignada a Malcolm el porta a una petita ciutat del sud dels Estats Units, on haurà d'enxampar un sanguinari lladre de bancs, Lester Vesco (Terrence Howard), que s'acaba d'escapar de la presó on estava detingut.
Malcolm vigilarà les passes del perillós Lester Vesco des de la casa d'una matriarca del sud, coneguda com la gran àvia que després rebrà la visita de Sherry Pierce (Nia Long), neta i exxicota de Vesco. El pla inicialment sembla perfecte, tanmateix no van comptar amb què "la gran àvia" ha deixat de forma inesperada la ciutat, i Malcolm s'haurà de fer passar per aquesta "gran" anciana del sud.

## Repartiment
- Martin Lawrence: Malcolm Turner/Hattie Mae Pierce.
- Nia Long: Sherry Pierce.
- Paul Giamatti: John.
- Terrence Howard: Lester Vesco.
- Anthony Anderson: Nolan.

## Producció
Es va rodar entre el 21 de gener i el 6 d'abril de 2000 en diferents localitzacions dels Estats Units, com les ciutats de Los Angeles i Orange. Al guionista del film, Darryl Quarles, se li va acudir el nom de "Big Momma" perquè els nens del seu veïnat utilitzaven aquest nom per cridar la seva pròpia mare. El rodatge i la postproducció de la pel·lícula es va dur a terme en un període de només cinc mesos.

## Rebuda

### Crítica
Segons la pàgina d'Internet Rotten Tomatoes va obtenir un 30% de comentaris positius, arribant a la següent conclusió: "Big Momma's House" és divertida en alguns moments, però essencialment és una pel·lícula d'una sola broma. Roger Ebert va escriure que "la pel·lícula conté algunes rialles, però mai no acaba d'arrencar". James Berardinelli va assenyalar que "és un fracàs tan gran com Battlefield Earth Segons la pàgina d'Internet Metacritic va obtenir crítiques negatives, amb un 33%, basat en 27 comentaris dels quals 7 són positius.

### Taquilla
Estrenada a 2.802 pantalles estatunidenques va recaptar 25 milions de dòlars, amb una mitjana per sala de 9.158 dòlars, assolint la segona posició en el rànquing després de Missió Impossible II i per davant de Dinosaure. va recaptar als Estats Units 117 milions de dòlars. Sumant les recaptacions internacionals la xifra ascendeix a 173 milions. El pressupost estimat invertit en la producció va ser d'aproximadament 30 milions.